# Mark Haiman
Mark David Haiman est un mathématicien, professeur à l'université de Californie à Berkeley, connu pour avoir prouvé la conjecture de positivité de Macdonald pour les polynômes de Macdonald. Il soutient son doctorat en 1984 au Massachusetts Institute of Technology sous la direction de Gian-Carlo Rota. Avant sa nomination à Berkeley, il occupe des postes à l'université de Californie à San Diego et au Massachusetts Institute of Technology.
En 2004, il reçoit le premier prix AMS Moore. En 2012, il devient membre de l'American Mathematical Society.

## Publications choisies
- Mark Haiman, « Hilbert schemes, polygraphs, and the Macdonald positivity conjecture », Journal of the American Mathematical Society, vol. 14, no 4,‎ 2001, p. 941-1006 (DOI 10.1090/S0894-0347-01-00373-3 , Bibcode 2000math.....10246H, arXiv math.AG/0010246, S2CID 9253880)